# James Berry
Pour les articles homonymes, voir Berry (homonymie).
James Berry, né le 8 février 1852 à Heckmondwike et mort le 21 octobre 1913 à Walnut Tree Farm (Bradford), est un bourreau britannique.

## Biographie
De 1884 à 1892, il exécute par pendaison 131 prisonniers. Il est l'inventeur d'une méthode pour abréger les souffrances des condamnés. Après sa retraite, il fait des conférences militant sur l'abolition de la peine de mort. 
On lui doit un témoignage, My Experiences as an Executioner en 1892 ainsi que l'ouvrage The Hangman's Thoughts Above the Gallows (1905). 
Jules Verne le mentionne dans ses romans Sans dessus dessous (chapitre V) et P'tit-Bonhomme (partie 1, chapitre III).